# Saint-Martin-de-Mailloc
 Saint-Martin-de-Mailloc  es una población y comuna francesa, situada en la región de Baja Normandía, departamento de Calvados, en el distrito de Lisieux y cantón de Orbec.

## Demografía
| 429 | 355 | 419 | 593 | 711 | 659 |
| Para los censos de 1962 a 1999 la población legal corresponde a la población sin duplicidades (Fuente: INSEE [Consultar]) |     |     |     |     |     |